# Porpolomopsis calyptriformis
 (janvier 2020).
Si vous disposez d'ouvrages ou d'articles de référence ou si vous connaissez des sites web de qualité traitant du thème abordé ici, merci de compléter l'article en donnant les références utiles à sa vérifiabilité et en les liant à la section « Notes et références ».
Espèce
Synonymes
- Agaricus calyptriformis Berk.[2]
- Godfrinia calyptriformis (Berk.) Herink[2]
- Humidicutis calyptriformis (Berk.) Vizzini & Ercole 2012[2]
- Hygrocybe calyptriformis var. domingensis Lodge & S.A. Cantrell[2]
- Hygrocybe calyptriformis (Berk.) Fayod[2]
- Hygrophorus calyptriformis (Berk.) Berk.[2]
- Porpoloma calyptriformis (Berk.) Bresinsky[2]

Statut de conservation UICN

 VU A2c+3c+4c : Vulnérable
Porpolomopsis calyptriformis, anciennement Hyrocybe calyptraeformis, aussi connu sous le nom d’Hygrophore en capuchon, est une espèce de champignons de la famille des Tricholomataceae.

## Habitat
On peut le trouver dans d'anciens prés n'ayant jamais été traités par des engrais industriels[réf. souhaitée]. L’Hygrocybe en capuchon est donc rare et menacé[réf. souhaitée].

## Distribution

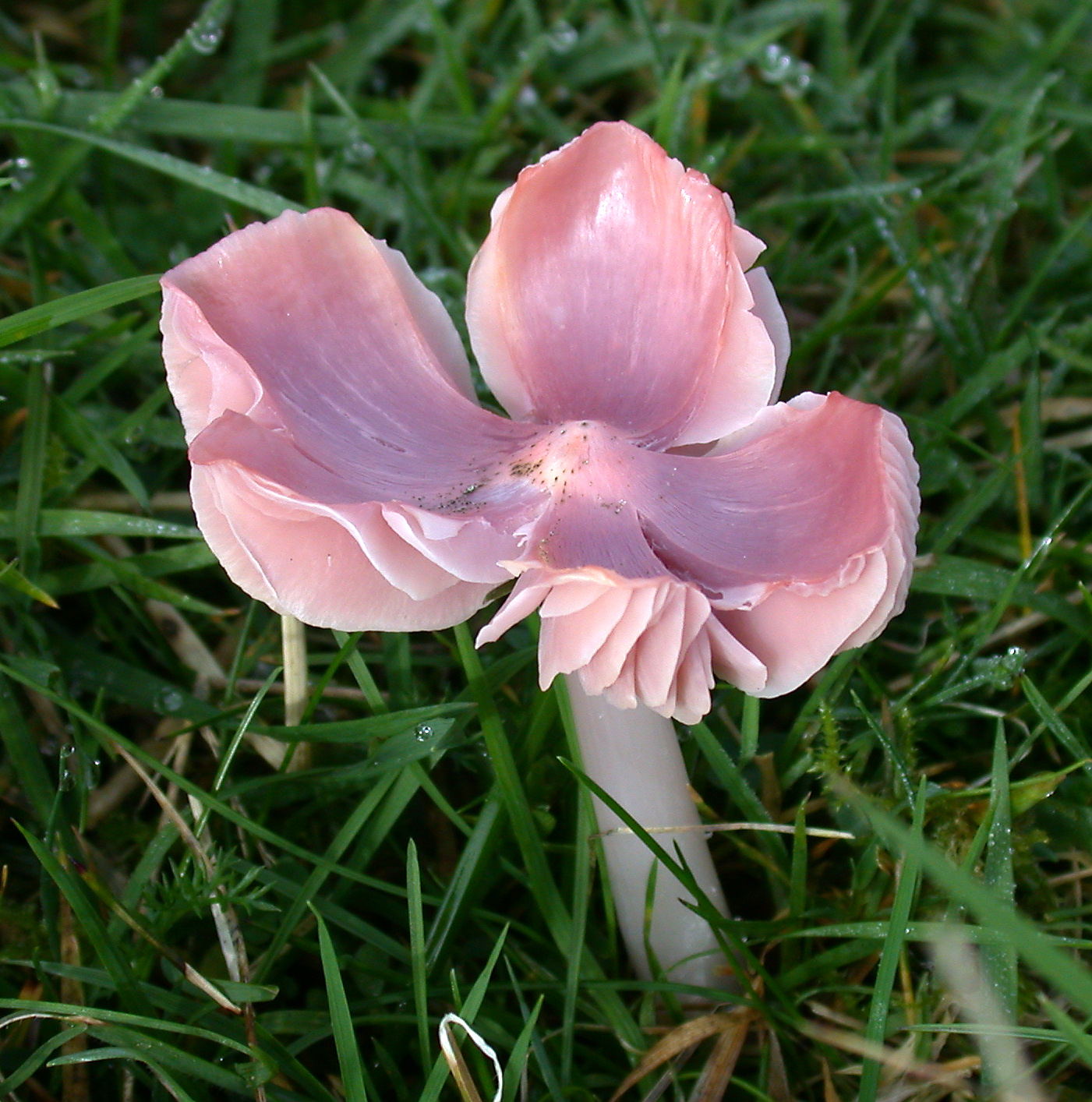
Hygrocybe calyptriformis vieux,avec chapeau déchiré

L'espèce est rare, mais présente en Europe et dans les iles atlantiques Nord.

## Comestibilité
Comestible médiocre et rare[réf. souhaitée].

## Liste des variétés
Selon BioLib (7 janvier 2020) :
- variété Porpolomopsis calyptriformis var. calyptriformis